# Кларк (округ, Міссісіпі)
Шаблон:StateAbbr_ 32°02′ пн. ш. 88°41′ зх. д. / 32.04° пн. ш. 88.69° зх. д.
Округ  Кларк (англ. Clarke County) — округ (графство) у штаті Міссісіпі, США. Ідентифікатор округу 28023.

## Історія
Округ утворений 1833 року.

## Демографія
За даними перепису 
2000 року 
загальне населення округу становило 17955 осіб, усе сільське.
Серед мешканців округу чоловіків було 8569, а жінок — 9386. В окрузі було 6978 домогосподарств, 5025 родин, які мешкали в 8100 будинках.
Середній розмір родини становив 3,06.
Віковий розподіл населення поданий у таблиці:
| Стать    | До 15 років | 15-21 | 22-29 | 30-39 | 40-49 | 50-65 | 65-85 | Понад 85 |
| -------- | ----------- | ----- | ----- | ----- | ----- | ----- | ----- | -------- |
| Чоловіки | 1997        | 930   | 790   | 1139  | 1214  | 1396  | 1004  | 99       |
| Жінки    | 1943        | 888   | 860   | 1259  | 1335  | 1485  | 1370  | 246      |

## Суміжні округи
- Лодердейл — північ
- Чокто, Алабама — схід
- Вейн — південь
- Джеспер — захід

## Виноски
1. ↑  U.S. Decennial Census. United States Census Bureau. Архів оригіналу за 26 квітня 2015. Процитовано 3 листопада 2014.
2. ↑  Historical Census Browser. University of Virginia Library. Архів оригіналу за 26 Грудня 2013. Процитовано 3 листопада 2014.
3. ↑  Population of Counties by Decennial Census: 1900 to 1990. United States Census Bureau. Архів оригіналу за 28 Грудня 2014. Процитовано 3 листопада 2014.
4. ↑  Census 2000 PHC-T-4. Ranking Tables for Counties: 1990 and 2000 (PDF). United States Census Bureau. Архів оригіналу (PDF) за 18 Грудня 2014. Процитовано 3 листопада 2014.
5. ↑  State & County QuickFacts. United States Census Bureau. Архів оригіналу за 8 липня 2011. Процитовано 3 вересня 2013.(англ.) Наведено за англійською вікіпедією.
6. ↑  American FactFinder. Бюро перепису населення США. Архів оригіналу за 29 липня 2011. Процитовано 31 січня 2008.

| США | Це незавершена стаття з географії США. Ви можете допомогти проєкту, виправивши або дописавши її. |